# Dotideomicets
Els dotideomicets (Dothideomycetes) són una classe de fongs ascomicots de la subdivisió dels pezizomicotins (Pezizomycotina), la més gran i diversificada. Té més de 20.000 espècies conegudes. Tradicionalment la majoria dels seus membres estaven inclosos dins dels Loculoascomycetes, però actualment no s'accepta aquesta classificació.
Els membres més coneguts d'aquesta classe són importants patògens de les plantes com per exemple Phaeosphaeria nodorum i Venturia inaequalis). Tanmateix la majoria de les espècies descrites són endòfites o sapròfites que creixen sobre residus de la fusta, fulles en descomposició o són fongs copròfils (que viuen sobre els fems). Un petit nombre estan liquenitzats i una sola espècie, Cenococcum geophilum, pot formar associacions amb les arrels de les plantes en forma de micorriza.

## Taxonomia
La classificació de la classe Dothideomycetes està lluny de ser definitiva ja que dels 55 ordres que inclou, segons la darrera actualització de la taxonomia dels fongs del 2024, 40 tenen l'estatus d'incertae sedis (filiació incerta) no assignats a cap subclasse:
Subclasse Dothideomycetidae
- Ordre Arthrocatenales
- Ordre Aureoconidiellales
- Ordre Capnodiales
- Ordre Cladosporiales
- Ordre Comminutisporales
- Ordre Dothideales
- Ordre Mycosphaerellales
- Ordre Myriangiales
- Ordre Neophaeothecales
- Ordre Phaeothecales
- Ordre Racodiales

Subclasse Pleosporomycetidae
- Ordre Gloniales
- Ordre Hysteriales
- Ordre Mytilinidiales
- Ordre Pleosporales

incertae sedis
- Ordre Abrothallales
- Ordre Acrospermales
- Ordre Asterinales
- Ordre Aulographales
- Ordre Botryosphaeriales
- Ordre Catinellales
- Ordre Cladoriellales
- Ordre Collemopsidiales
- Ordre Coniosporiales
- Ordre Dyfrolomycetales
- Ordre Endophytiales
- Ordre Endosporiales
- Ordre Eremithallales
- Ordre Eremomycetales
- Ordre Holmiellales
- Ordre Homortomycetales
- Ordre Jahnulales
- Ordre Kirschsteiniotheliales
- Ordre Lembosinales
- Ordre Lichenotheliales
- Ordre Lineolatales
- Ordre Microthyriales
- Ordre Minutisphaerales
- Ordre Monoblastiales
- Ordre Murramarangomycetales
- Ordre Muyocopronales
- Ordre Natipusillales
- Ordre Neodactylariales
- Ordre Parmulariales
- Ordre Patellariales
- Ordre Phaeosclerales
- Ordre Phaeotrichales
- Ordre Stigmatodiscales
- Ordre Strigulales
- Ordre Superstratomycetales
- Ordre Trypetheliales
- Ordre Tubeufiales
- Ordre Valsariales
- Ordre Venturiales
- Ordre Zeloasperisporiales